# 泰滕胡森
泰滕胡森（德語：Tetenhusen）是德国石勒苏益格－荷尔斯泰因州的一个市镇。总面积23.13平方公里，总人口929人，其中男性463人，女性466人（2011年12月31日），人口密度40人/平方公里。